# Szofi Özbas
Szofi Özbas (ur. 19 października 2001) – węgierska judoczka. Dwukrotna olimpijka. Zajęła dziewiąte miejsce w Tokio 2020 i Paryżu 2024. Walczyła w wadze półśredniej.
Brązowa medalistka mistrzostw świata w 2023, siódma w 2021; uczestniczka zawodów w 2022. Startowała w Pucharze Świata w 2019 i 2022. Złota medalistka mistrzostw Europy w 2025 i brązowa w 2022. Wygrała igrzyska olimpijskie młodzieży w 2018 roku.
Jego ojciec Fatih Özbaş był zapaśnikiem, olimpijczykiem z Barcelony 1992.

## Letnie Igrzyska Olimpijskie 2020
| Konkurencja | Eliminacje              | Eliminacje                | Klas. końcowa |
| Konkurencja | Przeciwnik I            | Przeciwnik II             | Miejsce       |
| ----------- | ----------------------- | ------------------------- | ------------- |
| 63 kg       | Martyna Trajdos (GER) Z | Maria Centracchio (ITA) P | 9.            |

## Letnie Igrzyska Olimpijskie 2024
| Konkurencja | Eliminacje             | Eliminacje                          | Klas. końcowa |
| Konkurencja | Przeciwnik I           | 1/4                                 | Miejsce       |
| ----------- | ---------------------- | ----------------------------------- | ------------- |
| 63 kg       | Renata Zachová (CZE) Z | Catherine Beauchemin-Pinard (CAN) P | 9.            |